# アメリカ経済学会
アメリカ経済学会（アメリカけいざいがっかい、英語：The American Economic Association、略称：AEA）は、1885年に創設されたアメリカの経済学分野における最古にして最重要の学術組織である。

## 歴代会長
- 2024年 ジャネット・キュリー(Janet Currie)
- 2023年 スーザン・エイシー(Susan Athey)
- 2022年 クリスティーナ・ローマー(Christina Romer)
- 2021年 デヴィッド・カード(David Card, 2021年ノーベル経済学賞)
- 2020年 ジャネット・イエレン(Janet Yellen)
- 2019年 ベン・バーナンキ(Ben Bernanke, 2022年ノーベル経済学賞)
- 2018年 オリヴィエ・ブランチャード (Olivier Blanchard)
- 2017年 アルヴィン・ロス(Alvin E. Roth, 2012年ノーベル経済学賞)
- 2016年 ロバート・シラー(Robert J. Shiller,2013年ノーベル経済学賞)
- 2015年 リチャード・セイラー(Richard Thaler, 2017年ノーベル経済学賞)
- 2014年 ウィリアム・ノードハウス(William Nordhaus)
- 2013年 クラウディア・ゴールディン(Claudia Goldin, 2023年ノーベル経済学賞)
- 2012年 クリストファー・シムズ(Christopher A. Sims, 2011年ノーベル経済学賞)
- 2011年 オーリー・アッシェンフェルター(Orley C. Ashenfelter)
- 2010年 ロバート・ホール(Robert E. Hall)
- 2009年 アンガス・ディートン(Angus Deaton, 2015年ノーベル経済学賞)
- 2008年 アビナッシュ・ディキシット (Avinash K. Dixit)
- 2007年 トーマス・サージェント(Thomas J. Sargent, 2011年ノーベル経済学賞)
- 2006年 ジョージ・アカロフ(George A. Akerlof, 2001年ノーベル経済学賞)
- 2005年 ダニエル・マクファデン(Daniel McFadden, 2000年ノーベル経済学賞)
- 2004年 マーティン・フェルドシュタイン(Martin Feldstein)
- 2003年 ピーター・ダイアモンド(Peter A. Diamond, 2010年ノーベル経済学賞)
- 2002年 ロバート・ルーカス(Robert E. Lucas, Jr., 1995年ノーベル経済学賞)
- 2001年 シャーウィン・ローゼン(Sherwin Rosen)
- 2000年 デール・ジョルゲンソン(Dale W. Jorgenson)
- 1999年 D・ゲール・ジョンソン(D. Gale Johnson)
- 1998年 ロバート・フォーゲル(Robert W. Fogel, 1993年ノーベル経済学賞)
- 1997年 アーノルド・ハーバーガー(Arnold C. Harberger)
- 1996年 アン・クルーガー(Anne O. Krueger) (2人目の女性会長)
- 1995年 ヴィクター・フッチス(Victor R. Fuchs)
- 1994年 アマルティア・セン(Amartya Sen, 1998年ノーベル経済学賞)
- 1993年 ツヴィ・グリリカス(H. Zvi Griliches)
- 1992年 ウィリアム・ヴィックリー(William Vickrey, 1996年ノーベル経済学賞)
- 1991年 トーマス・シェリング(Thomas C. Schelling, 2005年ノーベル経済学賞)
- 1990年 ジェラール・ドブルー(Gerard Debreu, 1983年ノーベル経済学賞)
- 1989年 ジョセフ・A・ペックマン(Joseph A. Pechman)
- 1988年 ロバート・アイスナー(Robert Eisner)
- 1987年 ゲーリー・ベッカー(Gary S. Becker, 1992年ノーベル経済学賞)
- 1986年 アリス・リブリン(Alice M. Rivlin) (最初の女性会長)
- 1985年 チャールズ・キンドルバーガー(Charles P. Kindleberger)
- 1984年 チャールズ・L・シュルツ(Charles L. Schultze)
- 1983年 アーサー・ルイス(W. Arthur Lewis, 1979年ノーベル経済学賞)
- 1982年 ガードナー・アクリー(Gardner Ackley)
- 1981年 ウィリアム・ボーモル(William J. Baumol)
- 1980年 モーゼス・アブラモヴィッツ(Moses Abramovitz)
- 1979年 ロバート・ソロー(Robert M. Solow, 1987年ノーベル経済学賞)
- 1978年 チャリング・クープマンス(Tjalling C. Koopmans, 1975年ノーベル経済学賞)
  - (ヤコブ・マルシャック(Jacob Marschak)は就任前に死去した)
- 1977年 ローレンス・クライン(Lawrence R. Klein, 1980年ノーベル経済学賞)
- 1976年 フランコ・モディリアーニ(Franco Modigliani, 1985年ノーベル経済学賞)
- 1975年 ロバート・A・ゴードン(Robert Aaron Gordon)
- 1974年 ウォルター・ヘラー(Walter W. Heller)
- 1973年 ケネス・アロー(Kenneth J. Arrow, 1972年ノーベル経済学賞)
- 1972年 ジョン・ケネス・ガルブレイス(John Kenneth Galbraith)
- 1971年 ジェームズ・トービン(James Tobin, 1981年ノーベル経済学賞)
- 1970年 ワシリー・レオンチェフ(Wassily Leontief, 1973年ノーベル経済学賞)
- 1969年 ウィリアム・フェルナー(William J. Fellner)
- 1968年 ケネス・E・ボールディング(Kenneth E. Boulding)
- 1967年 ミルトン・フリードマン(Milton Friedman, 1976年ノーベル経済学賞)
- 1966年 フリッツ・マハループ (Fritz Machlup)
- 1965年 ジョーゼフ・J・スペングラー(Joseph J. Spengler)
- 1964年 ジョージ・スティグラー(George J. Stigler, 1982年ノーベル経済学賞)
- 1963年 ゴットフリード・ハーバラー (Gottfried Haberler)
- 1962年 エドワード・メイソン(Edward S. Mason)
- 1961年 ポール・サミュエルソン(Paul A. Samuelson, 1970年ノーベル経済学賞)
- 1960年 セオドア・シュルツ(Theodore W. Schultz, 1979年ノーベル経済学賞)
- 1959年 アーサー・バーンズ (Arthur F. Burns)
- 1958年 ジョージ・ストッキング(George W. Stocking)
- 1957年 モーリス・コープランド(Morris A. Copeland)
- 1956年 エドウィン・ヴィッテまたはエドウィン・ウイット(Edwin E. Witte)
- 1955年 ジョン・D・ブラック(John D. Black)
- 1954年 サイモン・クズネッツ(Simon Kuznets, 1971年ノーベル経済学賞)
- 1953年 カルヴィン・B・フーヴァー(Calvin B. Hoover)
- 1952年 ハロルド・イニス(Harold A. Innis)
- 1951年 ジョン・H・ウィリアムズ(John H. Williams)
- 1950年 フランク・ナイト(Frank H. Knight)

## 活動内容
- 学術誌の刊行
  - The American Economic Review
  - The Journal of Economic Literature
  - The Journal of Economic Perspectives
- データベースの作成・出版
  - EconLit(エコンリット)- 経済学論文に関する膨大なデータベース
- 年次大会の開催
  - 年に1回大会を開いている。この場は、大学が新規採用候補者に接触する場でもあるため、経済学者の雇用市場という側面からも重要なものである。
- ジョン・ベイツ・クラーク賞の授与

## 関連用語
- 日本経済学会
- ヨーロッパ経済学会（英語版）